# Tour du Nord
Le Tour du Nord est une ancienne course cycliste par étapes française disputée dans le Nord-Pas-de-Calais. Créé en 1933, il a été disputé annuellement jusqu'en 1939, puis de 1952 à 1954, de 1960 à 1966 et de 1968 à 1973.

## Palmarès
| Année     | Vainqueur           | Deuxième              | Troisième                      |
| --------- | ------------------- | --------------------- | ------------------------------ |
| 1933      | Henri Flament       | Albert Van Daele      | François Blin                  |
| 1934      | Achiel Dermaux      | Noël Declercq         | Raymond De Poorter             |
| 1935      | Georges Christiaens | Jules Pyncket         | Arthur Debruyckere             |
| 1936      | Albertin Dissaux    | René Walschot         | Edgard De Caluwé               |
| 1937      | Michel Hermie       | Edgard De Caluwé      | Noël Declercq                  |
| 1938      | Julien Legrand      | Omer Thys             | Jérôme Dufromont               |
| 1939      | Jérôme Dufromont    | Michel Hermie         | Omer Thys                      |
| 1940-1951 | Pas organisé        | Pas organisé          | Pas organisé                   |
| 1952      | Emmanuel Thoma      | Jules Renard          | André Rosseel                  |
| 1953      | Albert Platel       | Michel Vuylsteke      | Edgard Sorgeloos               |
| 1954      | André Rosseel       | Florent Rondelé       | Antoine Frankowski             |
| 1955-1957 | Pas organisé        | Pas organisé          | Pas organisé                   |
| 1958      | Willy Truye         | Daniel Denys          | Gustaaf Van Vaerenbergh        |
| 1959      | Pas organisé        | Pas organisé          | Pas organisé                   |
| 1960      | Willy Truye         | Dick Enthoven         | Daniel Doom                    |
| 1961      | Martin van de Borgh | Clément Roman         | Lode Troonbeeckx               |
| 1962      | André Messelis      | Benoni Beheyt         | Frans Melckenbeeck             |
| 1963      | Jan Nolmans         | Georges Vandenberghe  | Jos Huysmans                   |
| 1964      | Jos Huysmans        | Guido Reybrouck       | Herman Van Springel            |
| 1965      | Willy Van den Eynde | Pierre Beuffeuil      | Jean-Claude Lefebvre           |
| 1966      | Roger Milliot       | André Messelis        | Jaak De Boever Hans Junkermann |
| 1967      | Pas organisé        | Pas organisé          | Pas organisé                   |
| 1968      | Harry Steevens      | Leopold Van den Neste | Jos Huysmans                   |
| 1969      | René Pijnen         | Georges Pintens       | Jos Huysmans                   |
| 1970      | Raf Hooyberghs      | José Catieau          | Jean-Marie Leblanc             |
| 1971      | Pas organisé        | Pas organisé          | Pas organisé                   |
| 1972      | Sylvain Vasseur     | Raymond Riotte        | Louis Verreydt                 |
| 1973      | Michel Roques       | Robert Mintkiewicz    | Guy Sibille                    |